# Карадагская биостанция
Карадагская биостанция — Федеральное государственное бюджетное учреждение науки «Карадагская научная станция имени Т. И. Вяземского — природный заповедник АН России», на базе Карадагской биостанции, основанной в 1914 году приват-доцентом Московского университета Терентием Ивановичем Вяземским на Южном берегу Крыма.

## История создания

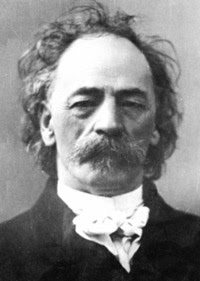
Вяземский, Терентий Иванович (1857—1914) основатель Карадагской биостанции

В 1901 году Т. И. Вяземский приобрёл небольшое имение «Карадаг», расположенное у подножия древнего вулканического очага с целью организации санатория для нервнобольных. Над старым домиком был надстроен второй этаж, рядом возведён отдельный корпус с десятью большими комнатами и подвалом, который впоследствии должен был стать санаторием. Доход от санатория Т. И. Вяземский предполагал использовать для постройки приморской научной станции. Однако финансовый план Вяземского оказался несостоятельным, поскольку санаторий не дал ожидаемого дохода.
В 1907 г. при участии доктора медицины профессора Московского университета Л. З. Мороховца Вяземский приступил к обустройству научной станции. Мороховец предоставил средства на строительство двух станционных зданий — лабораторного корпуса и здания для сотрудников, но позже в связи с болезнью, отказался от участия в проекте. Для возврата долга партнёру и продолжения строительства Вяземскому пришлось отдать все свои сбережения, зарабатываемые средства, а также часть своего имения. Он лично руководил строительством, покупал материалы, нанимал работников. Он всячески поддерживал научные исследования, которые проводились на Карадаге, считая, что станция должна служить развитию естественно-научных знаний по разным направлениям: общей биологии, зоологии, ботаники, бактериологии, физиологии, физики, механики, химии, геологии, палеонтологии, минералогии, петрографии, кристаллографии, агрономии, почвоведения, метеорологии, географии, антропологии, этнографии, океанологии и др., а также применению их в практике. Побывавшие на Карадаге профессор А. И. Бачинский, профессор А. П. Павлов и его жена М. В. Павлова горячо приняли и поддержали идею станции.

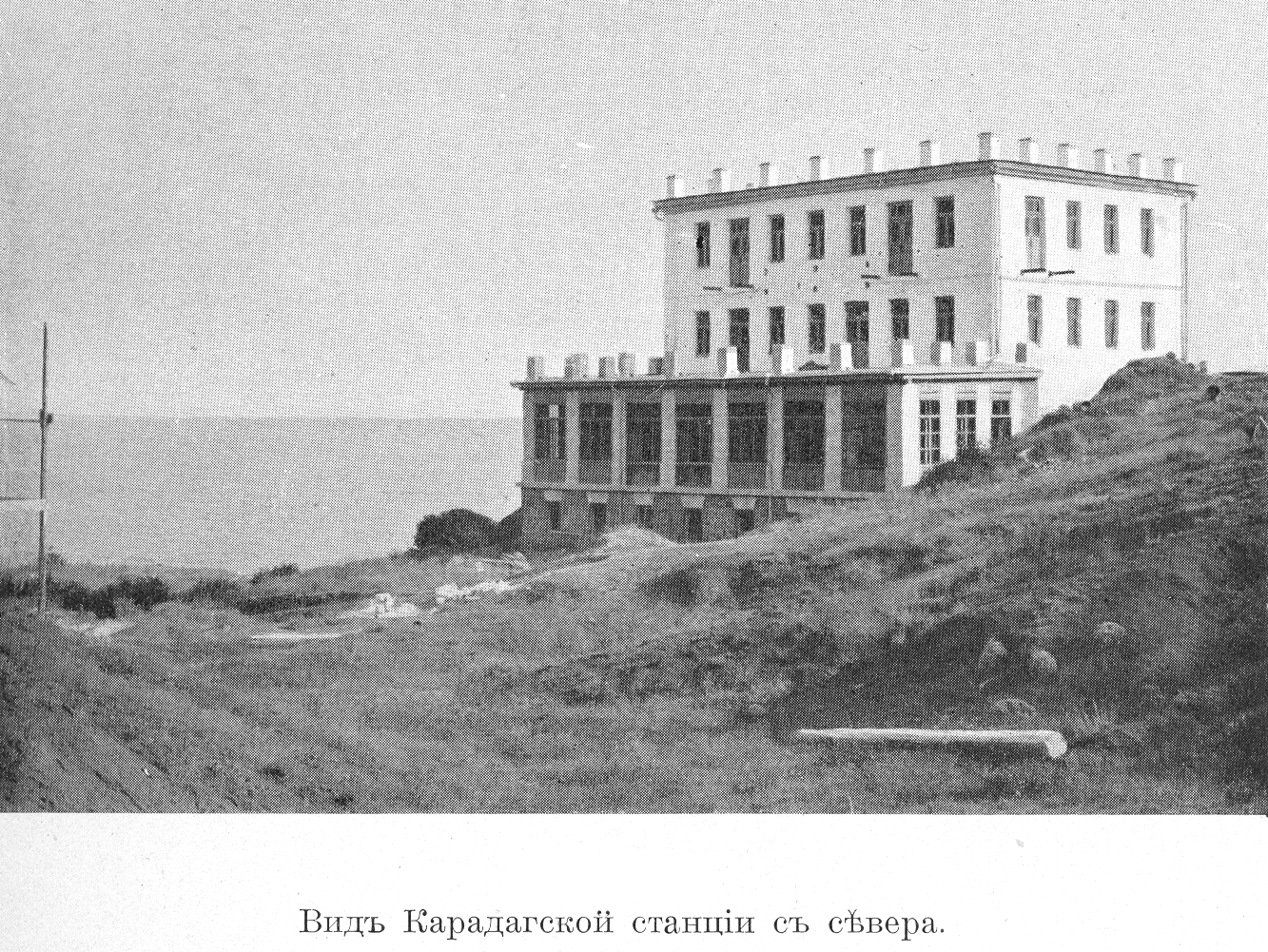
Вид Карадагской станции с севера, 1914 год

Из-за нехватки средств на строительство станции ушло семь лет — с 1907 по 1914 годы. Соломон Самойлович Крым — известный крымский учёный-агроном и меценат — поддерживал начатое дело, предоставив Вяземскому возможность получить банковский кредит. Финансовую помощь в строительстве станции также оказал Леденцовский фонд. В 1914 году строительство было завершено.
И странно, как фантастическая сказка, выглядит чудесное белое здание на берегу моря на фоне темных гор пустынного, почти незаселенного Карадага, и странно слушать в теперешнее пустынное время эти мечты о будущем царстве науки в Карадаге, в этом научном монастыре, как называет его Т. И. Вяземский
.
19 мая 1914 года состоялась юридическая передача станции с участком земли — как пожертвование со стороны Вяземского Обществу содействия успехам опытных наук и их практических применений им. Х. С. Леденцова. Вяземский был единогласно избран на должность заведующего станцией. Свою бесценную библиотеку в 40 тысяч томов, одну из лучших частных библиотек России того времени, он передал станции.
23 сентября 1914 года, в день смерти Терентия Ивановича, состоялось заседание совета Общества, на котором станции было присвоено имя её основателя.
 
Карадагская станция — законное духовное детище и наследница Терентия Ивановича  увековечит память Вяземского — 
Первым директором (заведующим) с 1914 до 1927 года стал геолог А. Ф. Слудский.
В 1937 году при непосредственном содействии академика А. В. Палладина станция была включена в состав Академии наук УССР.
В 1937 году Карадагскую биологическую станцию возглавил К. А. Виноградов, где он организовал работу по развитию как морских, так и сухопутных исследований в уникальной зоне степной части Восточного Крыма, вулканического массива Карадаг и прилегающих акваторий открытой части Чёрного моря. В 1938—1940 году он был репрессирован по обвинению в 58-11 УК РСФСР, но позднее оправдан.
В начале Великой Отечественной войны с ночь с 26 на 27 октября 1941 года под руководством директора Биостанции К. А. Виноградова коллектив и оборудование были эвакуированы на танкере «Куйбышев» из Феодосии в Поти, оттуда по железной дороге в Баку, далее пароходом через Каспийское море в Красноводск. Далее сотрудники станции были эвакуированы в Уфу, где К. А. Виноградов возглавил группу зообентоса Института зоологии и биологии АН УССР и в 1942—1943 годах исследовал водоемы бассейнов рек Камы, Белой и Уфы в Башкирской ССР с целью нахождения дополнительных продовольственных ресурсов. Одновременно он работал над кандидатской диссертацией «Полихеты Карадага (Черное море). Эколого-фаунистический очерк», которую защитил в 1942 году.
Во время немецкой оккупации Крымская группа штаба Розенберга в 1942 году взяла лабораторный корпус в свое ведение, прислав своего представителя — микробиолога профессора Шварца. Он и представители штаба Розенберга Шмидт и Берендт занимались изъятием из библиотеки станции ценных книг. 12 апреля 1944 года на Карадаг вступили части Отдельной Приморской армии генерала А. И. Еременко.
25 августа 1944 года был составлен Акт об ущербе, причиненном немецко-фашистскими захватчиками и их сообщниками КБС АН УССР в результате расквартирования на территории Биостанции вражеских частей в период с 7 ноября 1941 по 12 апреля 1944 года. Из 20 зданий и сооружений в удовлетворительном состоянии осталось только 2. Общий ущерб от уничтожения зданий и имущества составил 1 814 071 рублей.
После возвращения в Крым в 1944 году, К. А. Виноградов руководил восстановлением Карадагской биологической станции, сильно пострадавшей в период войны. Под его руководством вновь получили развитие начатые в довоенный период исследования по экологии отдельных видов фауны, по изучению размножения и плодовитости морских беспозвоночных и рыб. Расширялись работы по биохимии морских организмов. В 1949 году под его редакцией было возобновлено издание сборника «Трудов Карадагской биологической станции».
Вернувшись из эвакуации, продолжила работать на Кара-Дагской станции и его супруга З. А. Виноградова (Аблямитова). В 1947 году она защитила кандидатскую диссертацию.

### В настоящее время
Официально «биостанция» не существует уже с 1963 года, когда этому научному учреждению дали статус Карадагского отделения Института биологии южных морей Академии наук УССР. Заповедник, созданный в 1979 году, существовал в филиале как отдел. В конце 90-х годов филиал получил самостоятельность и название «Карадагский природный заповедник». Однако в обиходной речи все называют это место биостанцией.
После аннексии Крыма Россией в марте 2014 г. заповедник сохранил статус научного учреждения, прошёл перерегистрацию в соответствии в нормами законодательства Российской Федерации и получил название «Государственное бюджетное учреждение науки и охраны природы Республики Крым „Карадагский природный заповедник“». Учредителем является Государственный комитет по лесному и охотничьему хозяйству Республики Крым.
Распоряжением Правительства Российской Федерации от 7 сентября 2015 г. № 1743-р создано Федеральное государственное бюджетное учреждение науки «Карадагская научная станция им. Т. И. Вяземского — природный заповедник АН России» и осуществляет свою деятельность с 1 января 2016 г. Учредителем и собственником имущества является Российская Федерация. Функции и полномочия учредителя от имени Российской Федерации осуществляет Федеральное агентство научных организаций.

## Дельфинарий

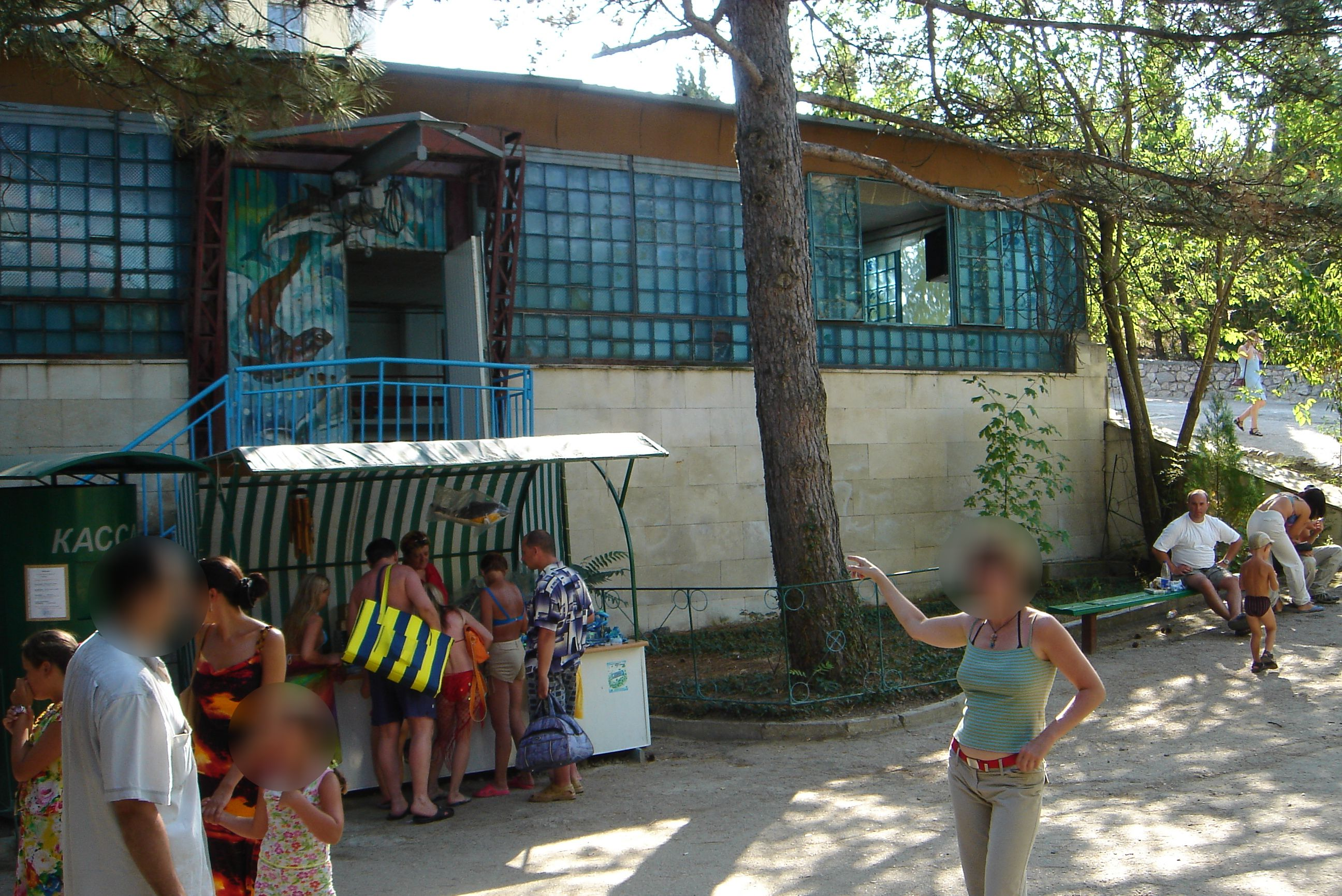
Старый дельфинарий. 2005 г.

В конце 1960-х в СССР начался бум в изучении дельфинов, и Карадагская биостанция стала первым учреждением в Союзе, поместившим дельфинов в условия бассейна. Выяснилось, что нигде в СССР нет бассейна для содержания дельфинов. Никто не знал, как за ними ухаживать, как кормить. Развитие этого направления было поручено Министерству обороны СССР, ленинградским военным морякам. Специалисты в ранге полковников объездили весь Крым, и пришли к выводу, что старый бассейн биостанции, построенный ещё Т. И. Вяземским, вполне пригоден для содержания дельфинов.
Первый опыт содержания животных нарабатывался в неудобном, неприспособленном старом бассейне. Возникала масса проблем — в то время практически не было информации об этих животных. Сначала были пойманы самые мелкие дельфины, азовки. Затем предпринимались попытки посадить в бассейн белобочку.

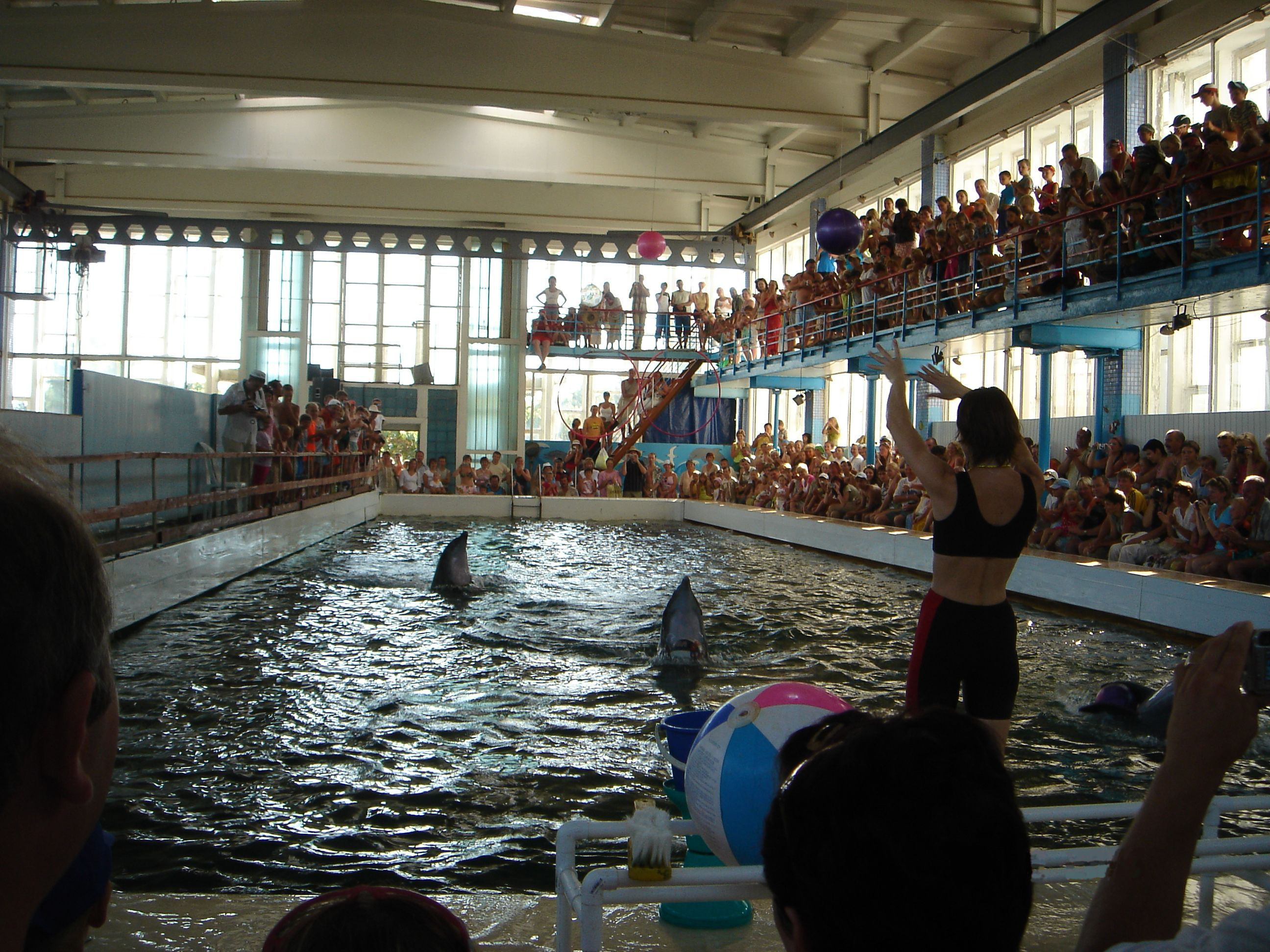
Шоу в новом дельфинарии. 2005 г.

На Карадагской биостанции работали специалисты МГУ, Киевского института гидромеханики. Совместно с московским Акустическим институтом им. академика Н. Н. Андреева были проведены работы по изучению акустических сигналов, с помощью которых дельфин «ощупывает» окружающую среду. После публикации первых данных ими заинтересовались, и Карадагской биостанции выделили деньги на проектирование и строительство гидробионического комплекса для работы с морскими млекопитающими, то есть новый дельфинарий. Кроме самого здания с бассейном, в комплекс вошли пирс, котельная, все коммуникации, а также 50-квартирный жилой дом в Щебетовке для персонала биостанции. Штат биостанции вырос с 45 до 120 сотрудников. Одновременно с Карадагским дельфинариумом военные строили в Севастополе океанариум.
В 1970—1977 годах под руководством директора А. Л. Морозовой было осуществлено проектирование и строительство первого в СССР экспериментального гидробионического комплекса для работы с морскими млекопитающими.
Официально комплекс был открыт в августе 1977 года. На открытии присутствовали президент Академии наук Борис Евгеньевич Патон, партийное руководство из ЦК Украины.
После распада СССР государство не выделяло средств на содержание животных, поэтому коллектив биостанции был вынужден искать пути для их спасения. С этой целью было создано коммерческое шоу с участием дельфинов и морских котиков. Несмотря на неприспособленность помещения, программа Карадагской биостанции пользуется огромной популярностью у туристов.

## Руководители Карадагской биостанции, Карадагского отделения и Карадагского заповедника[6]
- с октября 2019 по н. в.  — Литвин Вячеслав Александрович
- с 01.12.2015  — врио директора ГБУ НОП РК «Карадагский природный заповедник», к. г. н.  Р. В. Горбунов
- с 01.09.2015 по ноябрь 2015  – и. о. директора ГБУ НОП РК «Карадагский природный заповедник» А. Д. Дашкевич
- 14.07.1999 по 31.08.2015 — директор Карадагского заповедника А. Л. Морозова
- с 08.07.1998 по 14.07.1999 — директор Карадагского природного заповедника, к. б. н. А. А. Вронский
- с 27.04.1998 по 08.07.1998 — директор Карадагского природного заповедника, к. б. н. Ю. И. Будашкин
- с 14.05.1997 по 27.04.1998 — директор Карадагского природного заповедника В. А. Емельянов
- с 16.11.1989 по 02.07.1997 – руководитель отделения,  к. б. н. П. Г. Семеньков
- с 04.10.1986 по 16.11.1989  – руководитель отделения, к. б. н. А. А. Вронский
- с 01.12.1983 по 04.10.1986  – руководитель отделения,  к. б. н. П. Г. Семеньков
- с августа 1982 по 01.12.1983  – руководитель отделения, к. б. н.  В. Л. Черепнов
- с 01.10.1969 по 21.04.1982 — руководитель Карадагского отделения, к. б. н. А. Л. Морозова[12]
- с 1.10.1979 по 30.11.1981 — директор Карадагского заповедника Л. Г. Коваленко
- 23.05.1966 по 30.09.1969 — руководитель Карадагского отделения, к. б. н. А. В. Чепурнов
- с 1.10.1963 по 25.05.1966 — руководитель Карадагского отделения, к. б. н. Д. В. Гирник
- с 03.10.1959 по 01.10.1963 — к. т. н. В. Д. Гордеев
- с марта 1956 по 06.07.1959 — д. б. н. А. Н. Смирнов
- с 27.08.1955 по март 1956 — директор, к. б. н. Г. П. Трифонов
- с 03.10.1953 по 27.08.1955 — А. С. Лещинская
- с 15.07.1952 по 10.10.1953  — Врио директора, к. б. н. Г. П. Трифонов
- 1942-1944  — профессор Шварц, уполномоченный Крымской группы штаба А. Розенберга
- с 1940 по 1952 — К. А. Виноградов, в т.ч. эвакуация в Уфе 1941-1944
- с 1939 по 1940 — профессор Н. В. Ермаков
- с 1937 по 20.08.1939 И. В. Шаронов
- с 09.08.1937 по 31.12.1937 — К. А. Виноградов
- с 1935 по 1936 — А. Е. Сайкин
- с 1933 по 1935 — А. Г. Кудин
- с 1929 по 01.06.1933 — профессор В. Л. Паули
- с 1927 до 17.03.1929 – В. Н. Сарандинаки
- с 1914 до 1927 — А. Ф. Слудский
- с 1907 до 1914 — Т. И. Вяземский

## В искусстве
На Карадагской биостанции проходила основная часть съёмок фантастического многосерийного фильма студии «Киевнаучфильм» — «Люди и дельфины» 1983-84 гг. Фильм рассказывает об учёных, которые изучают разум дельфинов. В картине много натурных подводных съёмок. Режиссёр: Владимир Хмельницкий. Актёры: Игорь Ледогоров, Вадим Ледогоров, Галина Яцкина, Василий Яцкин, Евгений Леонов-Гладышев, Милена Тонтегоде, Владимир Талашко, Наталья Фатеева.
Пейзажи туристической базы «Орлиный приют» в фильме Леонида Гайдая «Спортлото-82» проходили с элементами натурных съемок Карадагской биостанции.